# ایستگاه کیچیجوجی
ایستگاه کیچیجوجی (به ژاپنی: 吉祥寺駅, Kichijōji-eki) یک ایستگاه قطار واقع در کیچیجوجی، موساشینو، توکیو در ژاپن است.